# Giorgia Meloni
Giorgia Meloni (Roma, 15 de gener de 1977) és una periodista i política italiana, actual presidenta del Consell de Ministres d'Itàlia des del 22 d'octubre de 2022, sent la primera dona en ocupar aquest càrrec.
És la líder del partit nacional-conservador Germans d'Itàlia des del 2014 i del Partit dels Conservadors i Reformistes Europeus des del 2020. És diputada del Parlament d'Itàlia des del 2006. Va exercir com a Ministra de Joventut en el quart govern de Silvio Berlusconi (2008-2011) i va ser presidenta d'Azione Giovani primer i després de Giovane Italia, les seccions juvenils d'Aliança Nacional i del Poble de la Llibertat, respectivament. El 2022 la revista Forbes la va incloure en la seva Llista de les 100 dones més poderoses del món al lloc número 7.

## Biografia

### Primers anys
Giorgia Meloni va néixer a Roma el 15 de gener de 1977. El seu pare era de Sardenya i la seva mare era de Sicília; el seu pare, assessor fiscal, va abandonar la seva família quan Giorgia Meloni tenia onze anys. Va créixer al barri de Garbatella.
El 1992, amb 15 anys, es va unir al "Fronte della Gioventù", l'ala juvenil del Moviment Social Italià - Dreta Nacional (MSI-DN). En aquests anys va fundar la coordinació estudiantil Gli Antenati (Els avantpassats), que va participar en la protesta contra la reforma de l'educació pública impulsada per la ministra Rosa Russo Iervolino. L'any 1996 es va convertir en la líder nacional d'Azione Studentesca, el moviment estudiantil de l'Aliança Nacional (AN), hereva de la dreta del MSI-DN, representant aquest moviment al Fòrum d'Associacions d'Estudiants establert pel Ministeri d'Educació italià. El mateix any, va obtenir un diploma a l'Institut Amerigo Vespucci.
Durant aquests anys també va treballar com a mainadera, cambrera i cambrera al Piper Club, una de les discoteques més famoses de Roma. Va obtenir el títol de batxillerat en idiomes a l'Institut "Amerigo Vespucci" de Roma, amb la nota final de 60/60.
El 1998, després de guanyar les eleccions primàries, va ser escollida com a regidora de la província de Roma, ocupant aquest càrrec fins al 2002. L'any 2000 va ser escollida directora nacional i el 2004 va ser la primera dona presidenta d'Azione Giovani.

### Posicions governamentals
El 2006, es va convertir en la vicepresidenta adjunta més jove de la Cambra de diputats d'Itàlia i va començar a treballar com a periodista.
El 2009, el seu partit Poble de la Llibertat (PdL) es va fusionar amb Forza Itàlia (FI) i ella es va fer càrrec de la presidència de la secció de joves del partit unificat, anomenada Giovane Itàlia.
El 2008, va ser nomenada Ministra de Política Juvenil en el IV gabinet de Berlusconi, càrrec que va ocupar fins al 16 de novembre de 2011. Va ser la ministra més jove en la història de la República Italiana.
El novembre de 2012, va anunciar el seu intent d'impugnar el lideratge del partit Poble de la Llibertat contra Angelino Alfano, en contrast amb el suport del partit al gabinet de Monti. Després de la cancel·lació de les primàries, es va associar amb els seus companys parlamentaris Ignazio La Russa i Guido Crosetto per a una política anti-Monti, sol·licitant la renovació dins del partit i sent també crítica amb el lideratge de Silvio Berlusconi.

### Fundació deGermans d'Itàlia

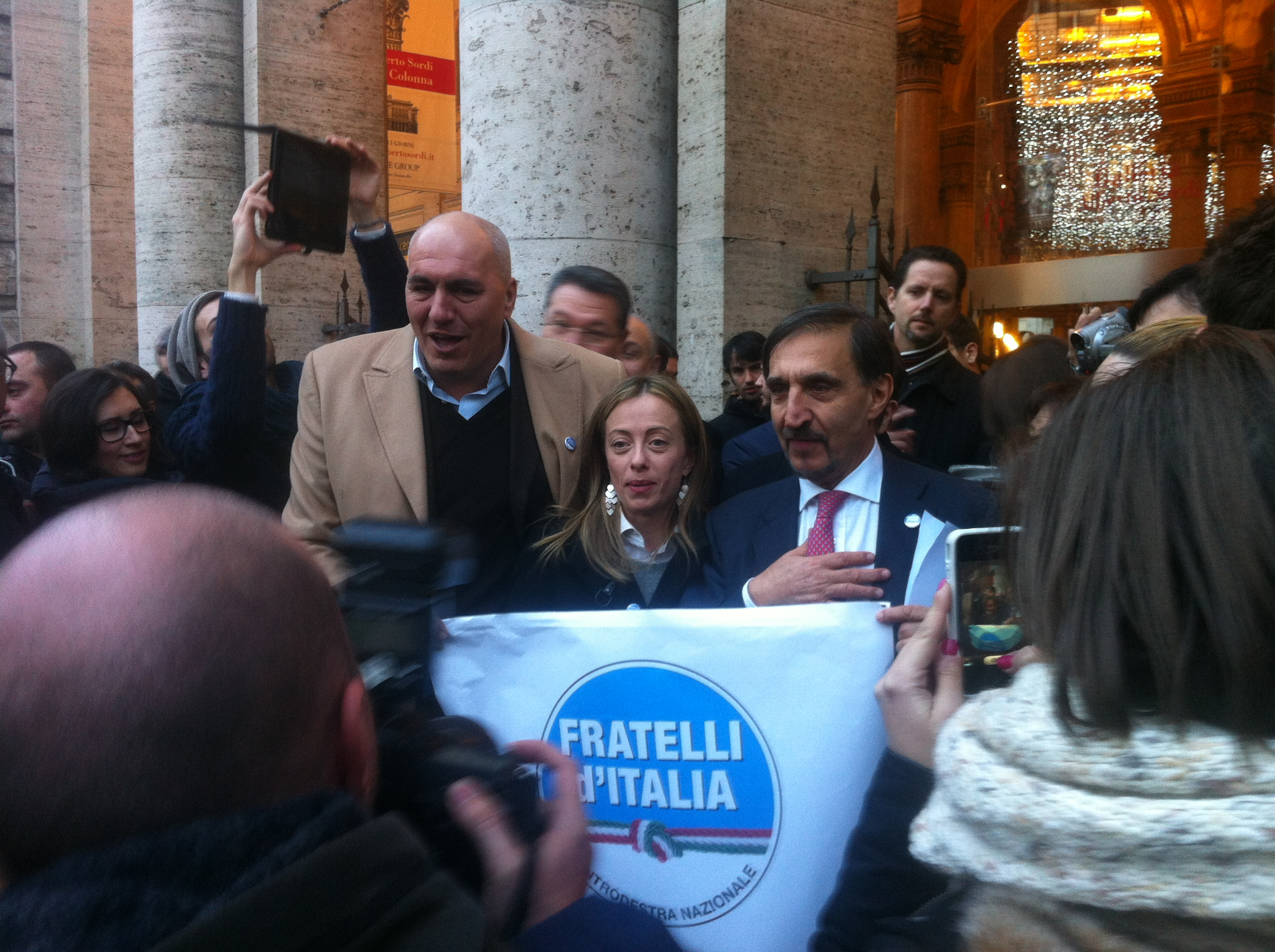
Giorgia Meloni amb Ignazio La Russa i Guido Crosetto.

El 29 de novembre de 2012, el PDL va cancel·lar les primàries anunciades el 24 d'octubre per decidir el lideratge del partit, a les que Meloni tenia la intenció de desafiar Berlusconi, i el 16 de desembre de 2012, va abandonar el partit per convertir-se en membre fundadora, amb Guido Crosetto, Ignazio La Russa i altres membres provinents d'AN, PdL i MSI d'un nou moviment polític anomenat Germans d'Itàlia - Centredreta Nacional (FdI-CDN), un nom pres de les paraules de l'Himne Nacional Italià. En les Eleccions legislatives italianes de 2013, el seu partit obtingué el 2,0 % i 9 escons.
El març de 2014 va guanyar les eleccions primàries del seu partit i es va convertir en presidenta.
Va ser candidata a l'alcaldia de Roma el 2016, però va perdre. Ella i el seu partit van donar suport al "No" en el Referèndum constitucional d'Itàlia de 2016.
"Admiradora dels republicans de Donald Trump i del primer ministre hongarès Viktor Orbán, durant molt temps va ser deixebla de Gianfranco Fini, el polític que en els 90 va convertir el postfeixista Moviment Social Italià, MSI, en la conservadora Aliança Nacional".

### Primera ministra
La coalició de centre-dreta va guanyar les eleccions legislatives italianes de 2022 i Meloni va formar un govern de coalició amb Germans d'Itàlia, Lliga per Salvini Premier, Forza Italia i Nosaltres Moderats.
Giorgia Meloni va firmar un acord amb Edi Rama, el primer ministre d'Albània el 6 de novembre del 2023 pel què Rami va obtenir el compromís de Meloni de fer de mediadora en favor d'Albània en el procés de negociació per adherir-se a la Unió Europea, a canvi de la construcció de dos centres d'internament per a immigrants il·legals a Shëngjin i Gjadër, que no es van poder posar en funcionament fins al març de 2025 quan es van fer canvis legislatius després que la justícia tombés anteriors trasllats.
L'oposició va fracassar en intentar derogar el juny de 2025 mitjançant un referèndum quatre lleis sobre ocupació i una esmena a la llei sobre l'adquisició de la ciutadania italiana per a residents estrangers, en no arribar a la participació mínima del 50%.